# Copa Hopman 1998
La Copa Hopman 1998 corresponde a la 10.ª edición de dicho torneo de equipos nacionales de tenis compuestos por dos tenistas, una mujer y un hombre. Participan 8 equipos en total, representando a Australia, Francia, España, Estados Unidos, Eslovaquia, Suecia, Alemania y Sudáfrica. 
La competencia comenzará en enero de 1998 en el Burswood Entertainment Complex de Perth, Australia.

## Final
| \| 1 \| \| Karina Habšudová \| 4 \| 6 \| \| \| \| \| 1 \| \| Mary Pierce \| 6 \| 7 \| \| \| \| \| 2 \| \| Karol Kučera \| 7 \| 6 \| \| \| \| \| 2 \| \| Cédric Pioline \| 6 \| 4 \| \| \| \| \| 3 \| \| Karina Habšudová / Karol Kučera \| 6 \| 6 \| \| \| \| \| 3 \| \| Mary Pierce / Cédric Pioline \| 3 \| 4 \| \| \| \| |                       |                                 |   |   |  |  |  |
| 1 | Bandera de Eslovaquia | Karina Habšudová                | 4 | 6 |  |  |  |
| 1 | Bandera de Francia    | Mary Pierce                     | 6 | 7 |  |  |  |
| 2 | Bandera de Eslovaquia | Karol Kučera                    | 7 | 6 |  |  |  |
| 2 | Bandera de Francia    | Cédric Pioline                  | 6 | 4 |  |  |  |
| 3 | Bandera de Eslovaquia | Karina Habšudová / Karol Kučera | 6 | 6 |  |  |  |
| 3 | Bandera de Francia    | Mary Pierce / Cédric Pioline    | 3 | 4 |  |  |  |

| Predecesor: 1997 | Copa Hopman 1998 | Sucesor: 1999 |